# Puig del Migdia
El Puig del Migdia és una muntanya de 377 metres que es troba al municipi de Rabós, a la comarca catalana de l'Alt Empordà.